# Star Wars: Bounty Hunter
Star Wars: Bounty Hunter è un videogioco d'azione sviluppato e distribuito da Lucasfilm nel 2002 per le console PlayStation 2 e Nintendo GameCube. Il gioco è ambientato nell'Universo espanso di Guerre stellari, tra i film Star Wars: Episodio I - La minaccia fantasma e Star Wars: Episodio II - L'attacco dei cloni, e segue il cacciatore di taglie mandaloriano Jango Fett in una missione per conto di Darth Tyranus, esplorando alcuni retroscena de L'attacco dei cloni, in particolare il modo in cui Jango è stato scelto come modello dei clone trooper, come è entrato in possesso della sua astronave, la Slave I, e le origini di suo "figlio" Boba Fett.

## Trama
Nel 32 BBY, dieci anni prima degli eventi de L'attacco dei cloni, i Sith Darth Sidious e Darth Tyranus discutono sulla necessità di trovare la persona adatta per la creazione di un esercito di cloni e di occuparsi dell'eradicazione del culto Bando Gora, guidato dall'ex allieva di Tyranus e Jedi Oscura Komari Vosa, che sta infestando la galassia. Allettati dalla cospicua taglia (5 milioni di crediti), rispondono all'appello diversi cacciatori di taglie, incluso il mandaloriano Jango Fett, di ritorno dalla cattura del gangster Meeko Ghintee nella Stazione Esterna, nonostante gli avvertimenti della sua socia Rozatta che lo vorrebbe dissuadere.
Appreso che il Bando Gora traffica grandi quantitivi di una droga chiamata spaccacervello, Jango si reca su Coruscant per estorcere informazioni dallo spacciatore sotto copertura Jervis Gloom. Entrato in un bar Jango lo trova e lo cattura: Gloom confessa di lavorare per Groff Haugg, gestore di un impianto di confezionamento nel Settore Industriale di Coruscant. Quando Jango raggiunge Haugg, scopre però che è stato ucciso da Montross, un cacciatore di taglie rivale il quale è anch'egli sulle tracce di Vosa. Montross si scontra con Jango e poi fugge. In seguito Jango scopre che il senatore corrotto Connus Trell è coinvolto nel traffico di stupefacenti e lo interroga nella sua suite. Trell confessa di lavorare per Sebolto, capo del crimine dug di Malastare e ideatore di un nuovo tipo di spaccacervello per il Bando Gora. Appreso ciò, Jango lo getta dal grattacielo e uccide le guardie che lo ostacolano.
Jango si dirige quindi sull'asteroide prigione Oovo IV per cercare Bendix Fust, un detenuto doppiogiochista e traditore di Sebolto, con l'intenzione di farlo evadere per consegnarlo al dug in cambio di un possibile accordo. Nella prigione il mandaloriano si imbatte in un'altra cacciatrice di taglie, Zam Wesell, la quale trova Fust per prima; i due accettano però di collaborare per evadere dalla prigione, dividendosi poi la taglia a metà una volta che avranno consegnato Fust a Sebolto. Nel corso dei combattimenti la nave spaziale di Jango viene distrutta, i tre fuggono allora a bordo di un altro velivolo, che Jango chiama Slave I, distruggendo gli scudi e l'hangar della prigione, in modo da fuggire ed evitare di essere inseguiti. Intanto Montross si rende conto di essere su una falsa pista (in quanto Groff Haugg gli ha mentito) e, appreso dei disordini su Oovo IV, si mette sulle tracce di Jango.
Jango e Wesel giungono a Malastare per consegnare Fust a Sebolto. Tuttavia, il dug si dà alla fuga e si schianta contro un muro precipitando nel vuoto. Jango esplora allora la fabbrica nascosta dove Sebolto fa produrre lo spaccacervello e, dopo uno scontro con dei membri del Bando Gora, scopre che sulle navi che contrabbandano la droga sono impressi marchi in huttese. In quel momento viene però attaccato nuovamente da Montross e costretto a combattere. Ancora una volta, però, Montross si ritira proprio quando Wesel arriva con la nave di Jango, caricando il socio e andandosene da Malastare.
I due si dirigono verso Tatooine e, non sapendo quale hutt è coinvolto in affari con il Bando Gora, decidono di dividersi per interrogare separatamente i due signori del crimine del pianeta: Jabba e Gardulla. Jango si reca da Jabba, dove in cambio della cattura e consegna del ricercato Longo Two-Guns apprende dall'hutt che Gardulla ha le informazioni che cerca. Per intrufolarsi nel palazzo di Gardulla, il mandaloriano attraversa un canyon infestato di tusken e di guardie e scopre che Wesell è stata imprigionata. Intendendo liberarla al termine della missione, Jango prosegue, ma Wesell allarma le guardie sull'intruso e lo fa catturare a sua volta. Liberatosi dei gamorreani, Jango uccide Gardulla gettandola in pasto al suo dragone krayt. Successivamente, uccide la creatura e recupera il computer con i dati sulla posizione di Vosa, lasciando Wesell in cella come segno di lezione per il tradimento. Salito sulla Slave I, Jango contatta Rozatta ma gli risponde Montross che dichiara di aver fatto un'irruzione nella Stazione Esterna e di aver indisposto Rozatta per aver opposto resistenza alla consegna dei dati su Vosa. Jango raggiunge la socia, ormai in fin di vita, la quale gli consegna una copia dei dati prima che la stazione esploda a causa delle cariche piazzate da Montross.
Jango atterra sulla luna Kohlma, il quartier generale del Bando Gora, e si fa strada verso il nascondiglio di Vosa. Qui lo attende Montross per lo scontro finale, nel quale Jango, dopo una lunga e violenta battaglia, riesce a sconfiggere definitivamente il rivale e a darlo in pasto ai Bando Gora. In seguito, però, il mandaloriano viene catturato dai membri della setta e torturato da Vosa. In suo soccorso giunge Wesell, che per liberarlo viene ferita; Jango può così rimbracciare le armi e combattere Vosa, riuscendo a disarmarla prima che compaia Tyranus e la soffochi. Il Sith spiega che la missione era un test che Jango è riuscito brillantemente a superare e oltre alla ricompensa gli propone di diventare il modello per un esercito di cloni. Jango accetta a condizione di poter crescere il primo clone non modificato come un figlio, onorando così la promessa fatta a Rozatta di trovare un senso alla propria esistenza oltre alla violenza e al denaro.

## Personaggi
- Jango Fett: cacciatore di taglie mandaloriano protagonista della storia. Risponde alla taglia posta da Darth Tyranus sulla testa di Komari Vosa e si mette sulle sue tracce attraverso la galassia. Eseguito il suo incarico e incassato il suo compenso, accetta la proposta di Tyranus di diventare il modello per un esercito di cloni in cambio di un clone non modificato da crescere come un figlio, il futuro Boba Fett.

- Darth Tyranus: Sith, ex maestro di Komari Vosa. Preoccupato che l'ascesa del Bando Gora possa mettere il pericolo i piani di conquista dei Sith, pone sulla testa di Vosa una taglia da cinque milioni di crediti, inoltre contatta alcuni dei migliori cacciatori di taglie della galassia, invitandoli a partecipare alla caccia. Alla fine sarà lui a uccidere Komari Vosa su Kohlma, rivelando a Jango che la missione altro non era che un test per trovare un valido modello per un esercito di cloni.

- Komari Vosa: ex Jedi e allieva di Darth Tyranus. Diviene la leader del Bando Gora e con esso minaccia di espandere il suo dominio nella galassia. Sulla sua testa Tyranus pone una taglia da cinque milioni di crediti. Viene sconfitta da Jango e poi uccisa da Tyranus.

- Rozatta: toydariana in affari con Jango per la cattura delle taglie. Vanitosa e generosa, è la proprietaria del grande avamposto spaziale noto come Stazione Esterna, che ospita combattimenti fra animali e altri eventi. In genere si limita a comunicare con Jango a distanza. Viene uccisa da Montross.

- Zam Wesell: cacciatrice di taglie mutaforma. Compare durante l'irruzione di Jango nella prigione su Oovo IV e i due decidono di stringere un'alleanza finalizzata alla cattura di Bendix Fust. Wesell ignora la caccia che Jango ha intrapreso, che vede l'obiettivo di eliminare Komari Vosa, ma suo malgrado ne resta implicata. Sebbene tradisca la fiducia di Jango su Tatooine, sa farsi perdonare salvando Jango da Vosa su Kohlma nello scontro finale, restando ferita.

- Montross: traditore mandaloriano la cui avventatezza costa la morte di Jaster Mereel. Combatte più volte contro Jango nel tentativo di raggiungere per primo la cattura di Komari Vosa, ma alla fine viene disarmato da Jango Fett su Kohlma e lasciato alla mercé dei membri del Bando Gora, che lo divorano.

- Meeko Ghintee: fuorilegge, baro e criminale attivo nei combattenti fra animali, è solito equipaggiare le bestie combattenti con dispositivi a distanza per poterle controllare e ottenere così facili vittorie e guadagni. Viene catturato da Jango e spedito su Oovo IV. Quando Jango s'intrufola nella prigione, Meeko viene ucciso proprio dal mandaloriano in quanto ostacola la sua fuga.

- Jervis Gloom: spacciatore di spaccacervello di Coruscant che ne possiede una fabbrica. È in contatto con Haugg.

- Groff Haugg: gangster implicato nello spaccio di spaccacervello, viene trovato morto congelato su Coruscant per mano di Montross, prima che possa essere interrogato da Jango per ricevere informazioni sul Bando Gora. Le informazioni che rivela a Montross si rivelano false e dunque fuorvianti.

- Connus Trell: politico corrotto di razza twi'lek implicato nel commercio di spaccacervelli e in contatto con Sebolto. Vive in un attico su Coruscant. Jango lo raggiunge per estorcergli informazioni e poi viene gettato da Fett stesso dal grattacielo a causa del sopraggiungere delle guardie.

- Bendix Fust: criminale doppiogiochista e ricercato da Sebolto che desidera punirlo per tradimento. È imprigionato su Oovo IV. Jango lo trova quando ormai è stata Zam Wesell a liberarlo e i due, viste le circostanze, decidono di allearsi per portarlo su Malastare e dividerne la taglia. In realtà Bendix serve a Jango per scoprire nuove informazioni sul Bando Gora. Bendix invece viene torturato a morte dagli sgherri di Sebolto.

- Smootie: prigioniero anziano di Oovo IV a cui è concesso di lavorare. Finge di essere sordo ma in realtà ci sente benissimo. Aiuta Jango quando questi s'infiltra nella prigione, indicandogli dove trovare Bendix Fust e, in seguito, come distruggere lo scudo protettivo della prigione. A quanto pare Smootie aiuta Jango perché così può incassare alcune taglie dei prigionieri in rivolta.

- Sebolto: re dei dug e leader del crimine di Malastare, dove ha fatto erigere una fabbrica di spaccacervello. Muore durante l'infiltrazione di Jango nella sua fabbrica, poiché si lancia in un tunnel ma non riesce ad arrivare dall'altra parte e cade nel vuoto.

- Gardulla the Hutt: signora del crimine di Tatooine, parente di Jabba e in lotta con lui per il controllo del pianeta. Conduce traffici illeciti di droghe con il Bando Gora. Viene mangiata dal suo dragone krayt quando Jango la getta nell'arena.

- Jabba the Hutt: signore del crimine di Tatooine, parente di Gardulla e in lotta con lei per il controllo del pianeta. In cambio della consegna del ricercato Longo Two-Guns rivela a Jango dove trovare i dati per raggiungere Komari Vosa.

- Longo Two-Guns: astuto e spietato criminale, ricercato vivo o morto da Jabba the Hutt per 50.000 crediti.

- Jaster Mereel: il capo dei mandaloriani durante la guerra civile mandaloriana, dove prese in custodia il giovane Jango dopo che la sua famiglia fu assassinata dalla Ronda della Morte su Concorde Dawn. Di fatto divenne il mentore di Jango e dopo la sua morte, causata da un errore tattico di Montross, Fett divenne il suo successore come capo dei mandaloriani. Nel videogioco viene solo menzionato ma è visibile nel fumetto integrato al gioco.

- Bando Gora: gruppo di parassiti morti-viventi originari di Kohlma. Si nutrono di qualsiasi intruso e la fama del loro culto è nota a tutti nella galassia. Sono molto pericolosi, in quanto le tossine potenziate dalla droga spaccacervello donano loro un'elevata vigoria fisica e un'alterazione della mente, rendendoli completamente schiavi della loro leader Komari Vosa.

## Modalità di gioco
Star Wars: Bounty Hunter è uno sparatutto in terza persona in 3D, in cui il giocatore assume il controllo di Jango Fett. Per muoversi attraverso il mondo di gioco il protagonista può camminare, correre, eseguire salti, capriole o aggrapparsi agli oggetti o alle ambientazioni circostanti. Il caratteristico jet pack di Jango gli permette di volare per brevi tratti, tranne in pochi scenari in cui non è utilizzabile. L'utilizzo del jet pack è limitato da una barra di carburante, che si svuota dopo massimo dieci secondi e si ricarica automaticamente nel corso del tempo.
Il giocatore ha a disposizione un vasto arsenale di armi. Jango si serve sempre di due pistole blaster senza limiti di munizioni, inoltre con esse spara più velocemente rispetto ad altre armi da fuoco. Il bracciale sinistro è armato di saberdardi kaminoani, capaci di uccidere il bersaglio con un solo colpo. L'altro bracciale è armato di un lanciafiamme da polso, che può usare solo se dispone dello zaino jet (infatti quest'ultimo funge da motore per il lanciafiamme). Agganciato al suo zaino jet c'è un razzo distruttivo, mentre può raccogliere i detonatori termici. Nel corso del gioco il giocatore incontra anche altre armi: lanciadetonatori termici sfruttabili per distruggere navette nemiche, fucili e cannoni blaster e razzi a grappolo. Le armi possono essere utilizzare con mira manuale o tramite puntamento automatico, che può essere mobile sui nemici più vicini o fisso attivando il puntamento su uno specifico obiettivo. Nel caso di puntamento automatico, i movimenti di Jango e l'inquadratura si modificano tenendo al centro il mirino in modalità strafe e la precisione dei colpi dipende dalla distanza dall'obiettivo e dalla velocità relativa tra questi e Jango. Se il giocatore imbraccia le pistole blaster, inoltre, i target a cui è possibile sparare contemporaneamente diventano due.
Il gioco consiste nell'affrontare una serie di nemici attraverso 18 livelli e sei ambientazioni. Ogni livello ha una missione principale e alcuni scenari comprendono anche obiettivi secondari che consistono nella cattura di ricercati per reclamarne la taglia. Per individuare questi obiettivi Jango utilizza uno scanner ID situato nel casco, catturandoli poi tramite un cavo integrato nel bracciale. Ogni livello contiene un oggetto segreto a forma di piuma dorata, che se collezionato sblocca delle carte da gioco di Star Wars: The Trading Card Game; raccogliendo tutte le piume vengono resi disponibili dei filmati extra. Dopo ogni livello completato vengono sbloccate delle pagine del fumetto Jango Fett: Open Seasons e dei blooper relativi ai filmati presenti nello scenario. I crediti guadagnati con le taglie possono inoltre essere spesi per sbloccare immagini di concept art.

## Distribuzione
Il videogioco è stato distribuito da LucasArts per console PlayStation 2 e Nintendo GameCube. La versione per PlayStation 2 è stata pubblicata il 19 novembre 2002 in Nord America, il 6 dicembre 2002 in Europa e il 19 giugno 2003 in Giappone a opera di Electronic Arts. La versione per GameCube è uscita il 7 dicembre 2002 in Nord America e il 7 febbraio 2003 in Europa a cura di Activision. Il gioco è stato ridistribuito digitalmente su PlayStation Network per PlayStation 3 da Sony Computer Entertainment il 28 aprile 2015 e per PlayStation 4 il 15 gennaio 2016 Disney Interactive Studios.
L'uscita del videogioco è stata preceduta dalla pubblicazione del fumetto tie-in Jango Fett: Open Seasons, scritto da Haden Blackman, disegnato da Ramón F. Bachs e pubblicato da Dark Horse Comics in quattro numeri dal 1º maggio al 4 settembre 2002. L'opera è ambientata dopo gli eventi de La minaccia fantasma e, tramite alcuni flashback, approfondisce il passato di Jango Fett. Una copia digitale del fumetto è contenuta anche nel videogioco, le cui pagine vengono rese disponibili alla lettura al completamento di ogni livello.
Il 1º agosto 2024 è uscita una versione rimasterizzata da Aspyr per Windows, Xbox One, Xbox Series X/S, Playstation 4, PlayStation 5 e Nintendo Switch.